# Suore domenicane di Adelaide Nord
Le Suore Domenicane di Adelaide Nord (in inglese Congregation of Dominican Sisters of North Adelaide; sigla O.P.) sono un istituto religioso femminile di diritto pontificio.

## Storia
La congregazione fu fondata da un gruppo di religiose domenicane inglesi provenienti dal monastero di Stone che, sotto la guida di madre Rosa Columba Adams, nel 1883 aprirono la loro prima casa ad Adelaide.  La comunità, detta del Corpus Christi, ricevette l'approvazione diocesana il 26 agosto 1888.
Nel 1957 l'istituto si fuse con altre tre congregazioni di domenicane australiane (della Santa Croce, del Santo Nome, della Santa Croce) per formare le "Domenicane di Nostra Signora del Santo Rosario e di Santa Caterina da Siena dell'Australia", ma in seguito riacquisì la sua autonomia.

## Attività e diffusione
Le suore si dedicano all'istruzione e all'educazione cristiana della gioventù.
La sede generalizia è a North Adelaide.
Alla fine del 2015 l'istituto contava 13 religiose e una sola casa.